# Hermilloides
Hermilloides is een geslacht van wantsen uit de familie van de Reduviidae (roofwantsen). Het geslacht werd voor het eerst wetenschappelijk beschreven door Henri Schouteden in 1931.

## Soorten
Het genus is monotypisch en bevat alleen de volgende soort:

- Hermilloides massarti Schouteden, 1931